# Liste der Biografien/Albo
Liste der Biografien |
Portal Biografien |
Personensuche
# |
A |
B |
C |
D |
E |
F |
G |
H |
I |
J |
K |
L |
M |
N |
O |
P |
Q |
R |
S |
T |
U |
V |
W |
X |
Y |
Z |
?
 
Aa |
Ab |
Ac |
Ad |
Ae |
Af |
Ag |
Ah |
Ai |
Aj |
Ak |
Al |
Am |
An |
Ao |
Ap |
Aq |
Ar |
As |
At |
Au |
Av |
Aw |
Ax |
Ay |
Az
 
Ala |
Alb |
Alc |
Ald |
Ale |
Alf |
Alg |
Alh |
Ali |
Alj |
Alk |
All |
Alm |
Aln |
Alo |
Alp |
Alq |
Alr |
Als |
Alt |
Alu |
Alv |
Alw |
Alx |
Aly |
Alz
 
Alba |
Albe |
Albh |
Albi |
Albl |
Albo |
Albr |
Albs |
Albu |
Alby
Die Liste der Biografien führt alle Personen auf, die in der deutschsprachigen Wikipedia einen Artikel haben. Dieses ist eine Teilliste mit 42 Einträgen von Personen, deren Namen mit den Buchstaben „Albo“ beginnt.

## Albo
- Albo von Passau, Bischof von Passau
- Albo, Francisco, Teilnehmer der Erdumseglung Ferdinand Magellans; Bootsmann und Navigator
- Albo, Josef, jüdischer Religionsphilosoph

### Albog
- Alboğa, Bekir (* 1963), deutscher Islamwissenschaftler
- Albogatschijew, Magomed Osmanowitsch (* 1957), inguschetischer Mufti

### Alboi
- Alboin, König der Langobarden
- Alboiu, Maria (* 1963), rumänische Tischtennisspielerin

### Albom
- Albom, Mitch (* 1958), US-amerikanischer Autor und Journalist

### Albon
- Albon de Saint-André, Jean d’ (1472–1549), Gouverneur von Lyon
- Albon, Alexander (* 1996), britisch-thailändischer AutomobilrennfahrerAlexander Albon (* 1996)

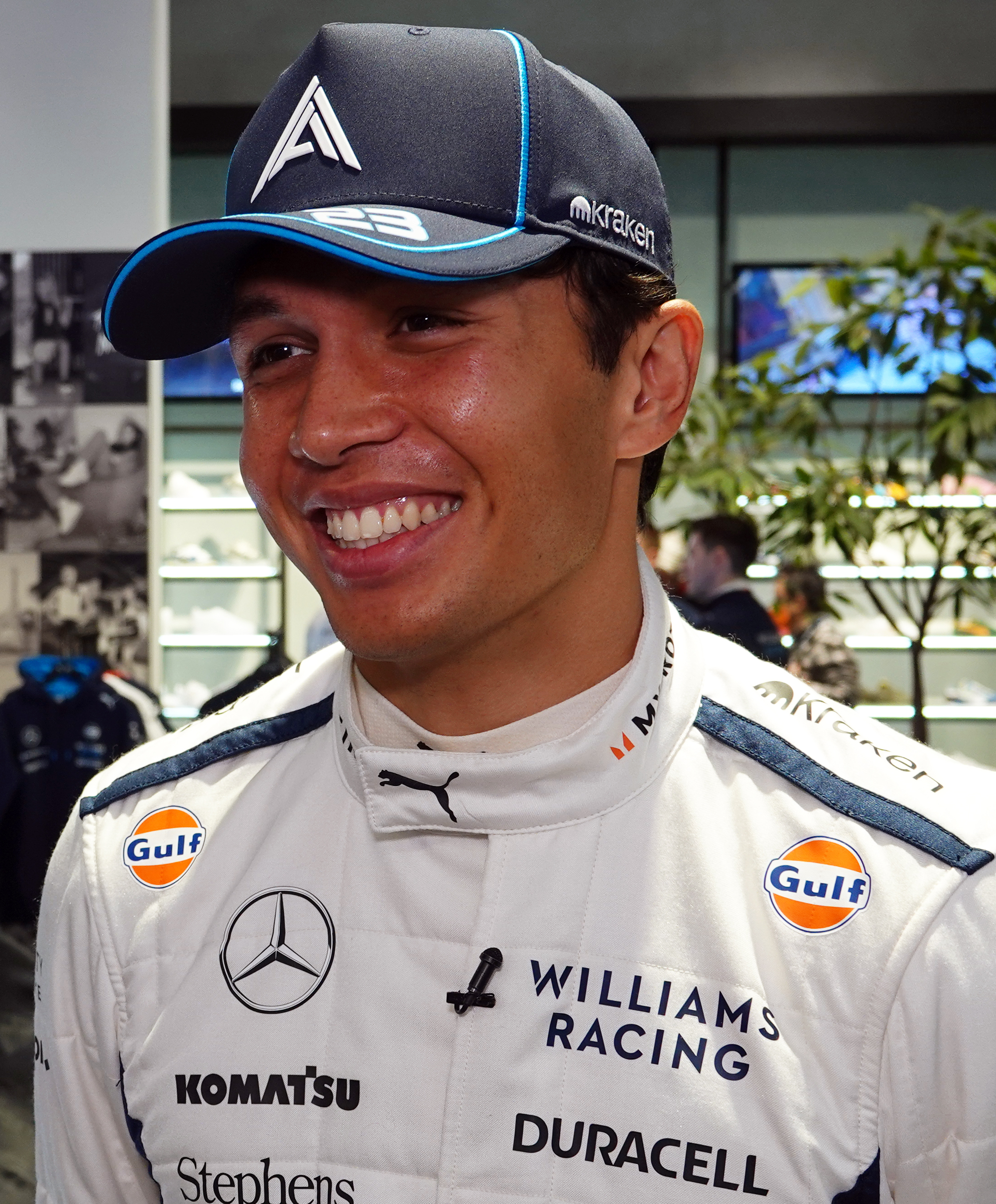
Alexander Albon (* 1996)

- Albon, Jacques d’ (1505–1562), Marschall von Frankreich
- Albon, Jonathan (* 1989), britischer Skyrunner und Hindernisläufer
- Albon, Teodora (* 1977), rumänische Fußballschiedsrichterin
- Albone, Daniel (1860–1906), britischer Fahrzeugbauer und Radrennfahrer
- Albonetti, Antonio Paolo (* 1942), italienischer Radrennsportler
- Alboni, Marietta (1826–1894), italienische Opernsängerin der Stimmlage Alt

### Albor
- Alborán, Pablo (* 1989), spanischer Popmusiker
- Albore, Lilia, d’ (1914–1988), italienische Violinistin
- Alborea, Francesco (1691–1739), italienischer Cellist und Komponist
- Alboresi, Giacomo (1632–1677), italienischer Maler des Barock
- Alboreto, Michele (1956–2001), italienischer Automobilrennfahrer
- Alborghetti, Mario (1928–1955), italienischer Formel-1-Rennfahrer
- Albori, Eugen von (1838–1915), österreichisch-ungarischer Offizier, zuletzt im Range eines Generals der Infanterie
- Alborn, Alan (* 1980), US-amerikanischer Skispringer
- Albornoz, Alfonso Carrillo de († 1434), spanischer Geistlicher
- Albornoz, Álvaro de (1879–1954), spanischer Rechtsanwalt, Autor und Politiker
- Albornoz, Aurora de (1926–1990), spanische Dichterin, Literaturkritikerin und Hochschullehrerin
- Albornoz, Juan José (* 1982), chilenischer Fußballspieler
- Albornoz, Miiko (* 1990), chilenisch-schwedischer Fußballspieler
- Alborosie (* 1977), italienischer Reggae-KünstlerAlborosie (* 1977)

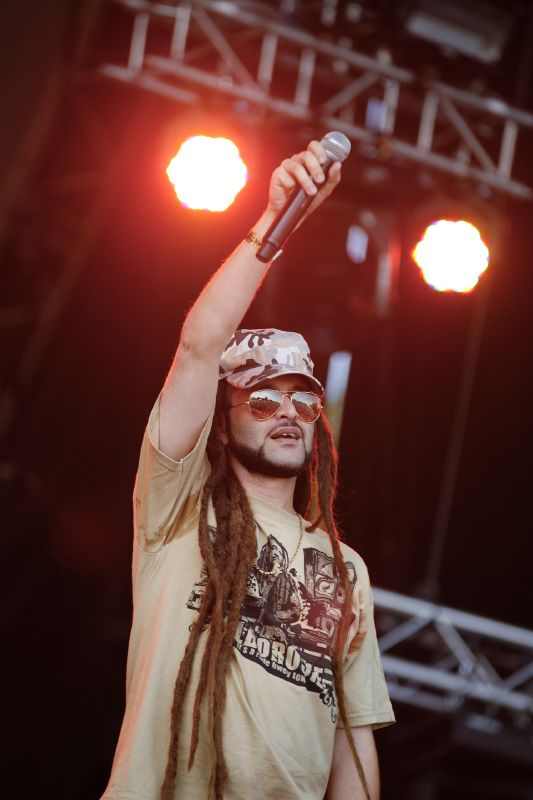
Alborosie (* 1977)

- Alborough, Jez (* 1959), britischer Kinderbuchautor und -illustrator
- Alborta, Freddy (1932–2005), bolivianischer Fotograf
- Alborta, Mario (1910–1976), bolivianischer Fußballspieler

### Albos
- Albosta, Donald J. (1925–2014), US-amerikanischer Politiker

### Albot
- Albot, Radu (* 1989), moldauischer Tennisspieler
- Alboth, Anna (* 1984), polnische Journalistin, Bloggerin und Aktivistin
- Alboth, Claus (* 1964), deutscher Koch
- Alboth, Johann (1861–1940), deutschsprachiger Lyriker und Lehrer
- Albotto, Francesco († 1758), italienischer Maler und Stecher

### Albou
- Albouy, David, französisch-US-amerikanischer Wirtschaftswissenschaftler und Hochschullehrer

### Albow
- Albow, Nikolai Michailowitsch (1866–1897), russischer Botaniker
- Albowitz, Ina (* 1943), deutsche Politikerin (FDP), MdB